# Нуждин, Виктор Александрович
Виктор Александрович Нуждин (род. 5 апреля 1966 года) — советский и российский игрок в хоккей с мячом.

## Карьера
Воспитанник карпинского хоккея с мячом, тренироваться начал в 1977 году у О. Г. Свешникова. Первые игры в составе профессиональных клубов провёл в сезоне 1984/85 года в составе «Уралхиммаша», выступавшего в первой лиге чемпионата СССР. Следующий сезон провёл в «Машиностроителе», также выступавшем в первой лиге чемпионата СССР. Будучи призванным на военную службу, играл в СКА Свердловск. За два сезона провёл 48 игр в высшей лиге.
В 1988 году перешёл «Маяк» Краснотурьинск, который до 2001 года стал его командой. В 1992 году начал выступать в чемпионате России (в 1988—1992 годах команда выступала в первой лиге). Почти 300 игр провёл в составе команды.
В 2002 году переехал в Братск и до окончания игровой карьеры в 2006 году играл в составе «Металлурга».

## Достижения
Чемпион мира среди юношей (1983) .
 Чемпион СССР среди юниоров (1984).

 Серебряный призёр чемпионата СССР среди юниоров (1983).

 Чемпион Спартакиады народов СССР (1986).
 Чемпион Спартакиады народов РСФСР (1985).

 Чемпион РСФСР среди юниоров (1983).
 Серебряный призёр чемпионатов России по мини-хоккею (1999, 2002, 2003).
Входил в число 22 лучших игроков России (1993, 1994, 1995, 1996).